# Prowincja Bużumbura
Bużumbura (fr. Bujumbura Rural) – jedna z 17 prowincji w Burundi, znajdująca się w zachodniej części kraju.